# Mas del Labrador
El Mas del Labrador (Mas del Llaurador en catalán) es un pueblo abandonado, actualmente en ruinas, situado en el término municipal de Valjunquera, en la comarca del Matarraña, provincia de Teruel, en Aragón, España. Se encuentra entre las poblaciones de Valdeltormo y Valjunquera sobre un llano entre dos valles que se unen una vez han pasado el núcleo de población. 

## Historia
Las primeras noticias existentes sobre el “Mas” datan de 1646, cuando la población albergaba a 90 vecinos y de 1787, en que eran 121. En 1834, la villa era un municipio independiente con ayuntamiento propio. Hacia 1915, José Pellicer, párroco de la localidad, convirtió la casa parroquial en una escuela religiosa con un internado para unos 30 alumnos.
La guerra civil española castigó duramente la población. Las consecuencias de este enfrentamiento bélico fueron el intenso bombardeo y la destrucción de gran parte de las edificaciones, que ya no fueron reconstruidas debido a la emigración de buena parte de sus vecinos en los años posteriores a las poblaciones de los alrededores.
Actualmente, el único edificio que persiste en buen estado de conservación es la iglesia de San Juan Degollado (Sant Joan Degollat), construcción neoclásica del siglo XVIII de notable interés artístico, con campanario de sección cuadrangular y en cuya parte posterior se halla la sacristía y el fosar. En los últimos años se ha recuperado la tradición de organizar una romería a este templo a finales del mes de agosto, en la que participan los vecinos de las poblaciones vecinas.
La población fue abandonada definitivamente por sus últimos vecinos en la década de 1960, debido al éxodo rural y a que la localidad no tenía los servicios básicos mínimos, por lo cual la calidad de vida era precaria.

## Demografía
| 1646 |  | 1717 |  | 1787 |  | 1840 |  | 1910 |  | 1930 |  | 1940 |  | 1950 |  | 1962 |
| ---- |  | ---- |  | ---- |  | ---- |  | ---- |  | ---- |  | ---- |  | ---- |  | ---- |
| 90   |  | 19   |  | 121  |  | 70   |  | 67   |  | 56   |  | 27   |  | 16   |  | 0    |